# Ilkka Remes
Ilkka Remes, de son vrai nom Petri Pykälä, né le 13 décembre 1962 à Luumäki, est un écrivain finlandais.

## Biographie
Fils d'un jardinier paroissial, dans son enfance, Petri Pykälä s'intéresse à la photographie, au cinéma et aux bâtiments anciens. Excellent élève, après les études secondaires au lycée Luumäki Taaveti, Il obtient une maîtrise en économie de l'École supérieure de commerce de Turku et étudie la communication visuelle à l'École internationale de cinéma de Londres. 
À Londres, il fait connaissance de Peter Lindholm. Ensemble, ils produisent en 1985 un drame sportif Deadly Seconds. Inspiré de l'histoire du coureur Martti Vainio, le film n'est diffusé qu'une seule fois au cinéma à Helsinki, où il attire 68 spectateurs. À la télévision, il sera vu par 605 000 téléspectateurs sur Yle TV1 en mars 1987 et par 241 000 téléspectateurs sur Yle TV2 en février 1988.
Il travaille ensuite dans le secteur de la communication en Finlande et à l'étranger. 
Remes commence sa carrière d'écrivain avec une série de thrillers dont le premier volet Pääkallokehrääjä paraît en 1997, écrivant ensuite au rythme d'un livre par an. Il est l'auteur de fiction finlandais le plus vendu des années 2000-2017,. Certains de ses personnages apparaissent à travers plusieurs livres, comme Antti Korpi, un policier de l'unité antiterroriste (Ikiyö, Hiroshiman portti, Nimsä ja veresä, 6/12, Isku ytimeen), la psychologue policière Johanna Vahtera (Ruttokellot, Nimsä ja veresä,6/12) et l'agent des stupéfiants au caractère bien trempé Riku Tanner (Shokkiaalto , Teräsleijona). Les romans pour jeunes adultes d'Ilkka Remes racontent les aventures d'un garçon nommé Aaro Korpi. Aaro Korpi est le fils d'Antti Korpi.
Remes préserve soigneusement sa vie privée. On n'a pris de lui que deux photos depuis le début de sa carrière. Il habitait un temps à Bruxelles et en Grande-Bretagne. En plus de 20 ans, il n'est apparu que dans une seule émission de télévision. Peu après, les rares interviews qu'il a accordées ont été faites par courriel.
Ses romans sont très populaires en Finlande. Le ministre Erkki Tuomioja affirme dans son livre Les Cloches de la Peste (Ruttokellot, 2001) que tout le mal évoqué dans ses romans semble être lié à la Russie et aux Russes.

## Thrillers
- (fi) Pääkallokehrääjä, Helsinki, WSOY, 1997 (ISBN 951-0-22133-3)
- (fi) Karjalan lunnaat, Porvoo ; Helsinki ; Juva, WSOY, 1998 (ISBN 951-0-22959-8)
- (fi) Pedon syleily, Helsinki, WSOY, 1999 (ISBN 951-0-23724-8)
- (fi) Ruttokellot, Helsinki, WSOY, 2000 (ISBN 951-0-24916-5)
- (fi) Uhrilento, Helsinki, WSOY, 2001 (ISBN 951-0-26153-X)
- (fi) Itäveri, Helsinki, WSOY, 2002 (ISBN 951-0-27275-2)
- (fi) Ikiyö, Helsinki, WSOY, 2003 (ISBN 951-0-28380-0)
- (fi) Hiroshiman portti, Helsinki, WSOY, 2004 (ISBN 951-0-29390-3)
- (fi) Nimessä ja veressä, Helsinki, WSOY, 2005 (ISBN 951-0-30786-6)
- (fi) 6/12, Helsinki, WSOY, 2006 (ISBN 951-0-32050-1)
- (fi) Pahan perimä, Helsinki, WSOY, 2007 (ISBN 978-951-0-33065-4)
- (fi) Pyörre, Helsinki, WSOY, 2008 (ISBN 978-951-0-33067-8)
- (fi) Isku ytimeen, WSOY, 2009 (ISBN 978-951-0-35615-9)
- (fi) Shokkiaalto, WSOY, 2010 (ISBN 978-951-0-36724-7)
- (fi) Teräsleijona, WSOY, 2011 (ISBN 978-951-0-38419-0)
- (fi) Ylösnousemus, WSOY, septembre 2012 (ISBN 978-951-0-39388-8)
- (fi) Omertan liitto, WSOY, 2013 (ISBN 978-951-0-39874-6)
- (fi) Horna, WSOY, 2014 (ISBN 978-951-0-40702-8)
- (fi) Jäätyvä helvetti, WSOY, 2015 (ISBN 978-951-0-41299-2)
- (fi) Kiirastuli, WSOY, 2016 (ISBN 978-951-0-42007-2)
- (fi) Vapauden risti, WSOY, 2017 (ISBN 978-951-0-42779-8)
- (fi) Perikato, WSOY, 2018 (ISBN 978-951-0-43442-0)
- (fi) Kremlin nyrkki, WSOY, 2019 (ISBN 978-951-0-44226-5)
- (fi) Kotkanpesä, WSOY, 2020 (ISBN 978-951-0-45263-9)
- (fi) Lohikäärmeen isku, WSOY, 2021 (ISBN 978-951-0-47383-2)
- (fi) Tornado, WSOY, 2022 (ISBN 978-951-0-48100-4)
- (fi) Pimeyden sydän, WSOY, 2023 (ISBN 978-951-049812-5)
- (fi) Zeus, WSOY, 2024 (ISBN 978-951-0-50814-5)

## Romans pour la jeunesse
- (fi) Piraatit, Helsinki, WSOY, 2003 (ISBN 951-0-28374-6)
- (fi) Musta kobra, Helsinki, WSOY, 2004 (ISBN 951-0-29376-8)
- (fi) Pimeän pyöveli, Helsinki, WSOY, 2005 (ISBN 951-0-30683-5)
- (fi) Kirottu koodi, Helsinki, WSOY, 2006 (ISBN 951-0-32087-0)
- (fi) Hermes, Helsinki, WSOY, 2007 (ISBN 978-951-0-33066-1)
- (fi) Draculan ratsu, Helsinki, WSOY, 2008 (ISBN 978-951-0-34271-8)
- (fi) Operaatio Solaris, WSOY, 2009 (ISBN 978-951-0-35457-5)
- (fi) Riskiraja, WSOY, 2010 (ISBN 978-951-0-36523-6)

## Prix
- Prix Kalevi Jäntti  (1997)
- Prix Vuoden johtolanka  (1999)
- Prix de la fondation Olvi (1999).